# ワンス・アポン・ア・タイム (シンプル・マインズのアルバム)
『ワンス・アポン・ア・タイム』(Once Upon a Time)は、イギリスのロックバンド、シンプル・マインズの7枚目のアルバム。1985年10月21日にリリース。

## 概要
1985年2月にリリースされたシングル「Don't You (Forget About Me)」は映画『ブレックファスト・クラブ』の主題歌となった。同曲は欧州各国でトップ10入りを果たしビルボードでは1位を記録するなど、アメリカでもバンドに対する注目は高まっていった。しかし同シングルリリース後にデビュー時からのベーシストであるデレク・フォーブスが脱退し、新ベーシストにジョン・ギブリンが加入した。1985年5月にロンドンのタウンハウス・スタジオでレコーディング。プロデューサーはU2やブルース・スプリングスティーン、ビッグ・カントリーなどの作品で知られるジミー・アイオヴィーンと、ブライアン・アダムスなどの作品で知られるボブ・クリアマウンテンが務めた。前作と同じく壮大で力強いスタジアム・ロック路線を継承し、アルバムは全英1位を記録、全米では10位にチャートインし、アルバムではバンド初のビルボードトップ10入りを果たした。1996年にイギリスでトリプルプラチナ、1986年にカナダでダブルプラチナを獲得した。プレスもアルバムを高く評価し、オールミュージックは「彼らのベストの内の一つ」とコメントし、今まで以上に生々しいサウンドプロダクションを賞賛した。

## 収録曲
全曲シンプル・マインズ（ジム・カー、チャーリー・バーチル、マイケル・マクニール）の作曲。

### A面
1. "Once Upon a Time" - 5:44
2. "All the Things She Said" - 4:16
3. "Ghost Dancing" - 4:46
4. "Alive and Kicking" - 5:25

### B面
1. "Oh Jungleland" - 5:12
2. "I Wish You Were Here" - 4:42
3. "Sanctify Yourself" - 4:52
4. "Come a Long Way" - 5:09

## 参加ミュージシャン
- ジム・カー - ボーカル
- チャーリー・バーチル - ギター
- マイケル・マクニール - キーボード、ボーカル
- ジョン・ギブリン - ベース
- メル・ゲイナー - ドラムス、ボーカル

### その他ミュージシャン
- カルロス・アロマー、マイケル・ビーン、フランク・シムス、ジョージ・シムス - コーラス
- ロビン・クラーク - ボーカル
- スー・ハジョポウロス - パーカッション